# إيلا ماريا ديتز كليمر
إيلا ماريا ديتز كليمر (بالإنجليزية: Ella Maria Dietz Clymer) (27 يناير 1847، نيويورك في الولايات المتحدة - 9 يناير 1920، لندن الكبرى في المملكة المتحدة)؛ كاتِبة، ممثلة وشاعرة أمريكية.

## معرض صور

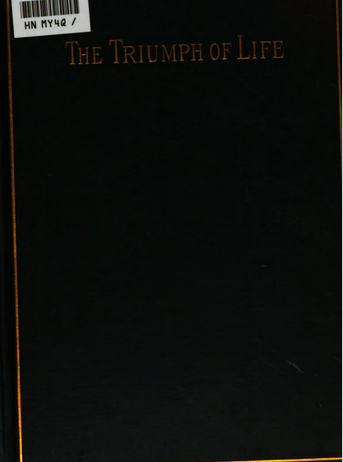
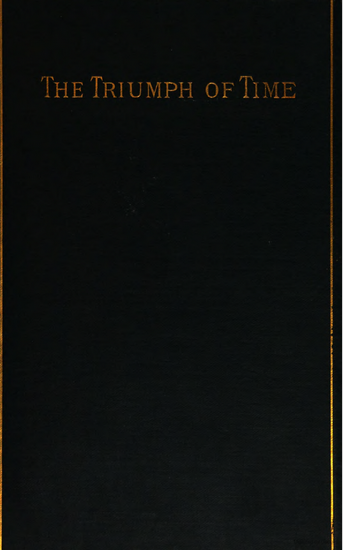
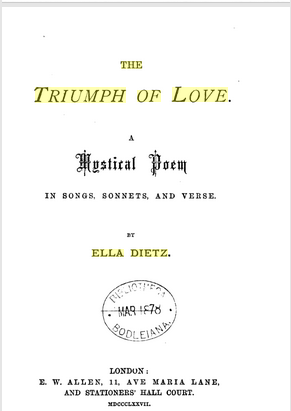